# Света Богородица Фанеромени (Солун)
Вижте пояснителната страница за други значения на Света Богородица Фанеромени.
„Света Богородица Фанеромени“ (на гръцки: Παναγία Φανερωμένη) е православна църква в македонския град Солун, Гърция, енорийски храм на Солунската епархия на Вселенската патриаршия, под управлението на Църквата на Гърция.
Църквата е разположена на улица „Аркадиуполи“ № 20, в центъра на едноименния квартал. Започва да се изгражда през 1955 г. от местните жители, повечето бежанци от Мала Азия и Източна Тракия. През 1961 г. е завършено строителството и храмът е открит на 14 май от митрополит Пантелеймон Солунски. Името си храмът носи от икона на Богородица Фанеромени от църквата в долната махала на източнотракийското село Авдими. В 1889 година църквата е опожарена заедно с няколко къщи в региона, но иконата оцелява в храма и е спасена. В 1914 година бежанци от селото се заселват в Солун, като носят със себе си смятаната за чудотворна икона. Иконата е поставена в построената в 1920 година църква „Св. св. Агапия, Ирина и Хиония“, а в 1961 година е прехвърлена в едноименната църква.
В архитектурно отношение новият храм е трикорабна базилика. В интериора има красив мраморен владишки трон. Храмът има и параклис „Св. св. Йоаким и Ана“.